# Мурдханья дакараму

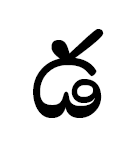
Мурдханья дакараму

Дакараму, Мурдханья дакараму (телугу మూర్ధన్య డకారము ; Усиленная (головная) дакараму) — да, буква алфавита телугу из третьей варги, обозначает ретрофлексный звонкий альвеолярный взрывной согласный [ḍ], в интервокальном положении может произноситься как ретрофлексная одноударная /ṛ/.
Гунинтам: (డ్) డా , డి , డీ , డు , డూ , డృ , డె , డే , డై , డొ , డో , డౌ .